# Pemolina
Pemolina é um fármaco utilizado pela medicina como estimulante do sistema nervoso central, indicado nos casos de Transtorno do Déficit de Atenção e Hiperatividade, fadiga crônica, sonolência e narcolepsia.

## Farmacologia
É uma amina simpaticomimética de ação central. Difere de outros estimulantes como as anfetaminas, tanto em estrutura química como em perfil farmacodinâmico, dado que a pemolina atua debilmente sobre o sistema nervoso simpático, mas carece de alguns efeitos secundários típicos desta classe de drogas, como anorexia.

## Mecanismo de ação
Semelhante ao metilfenidato, sua ação consiste em inibir a recaptação da dopamina do SNC.